# Нес (Амеланд)
Нес (нід. Nes) — село в нідерландській провінції Фрисландія. Входить до муніципалітету Амеланд, розташоване на однойменному острові.
Його площа становить 12,66км², а населення станом на 2021 рік складало 1 235 осіб.

## Галерея

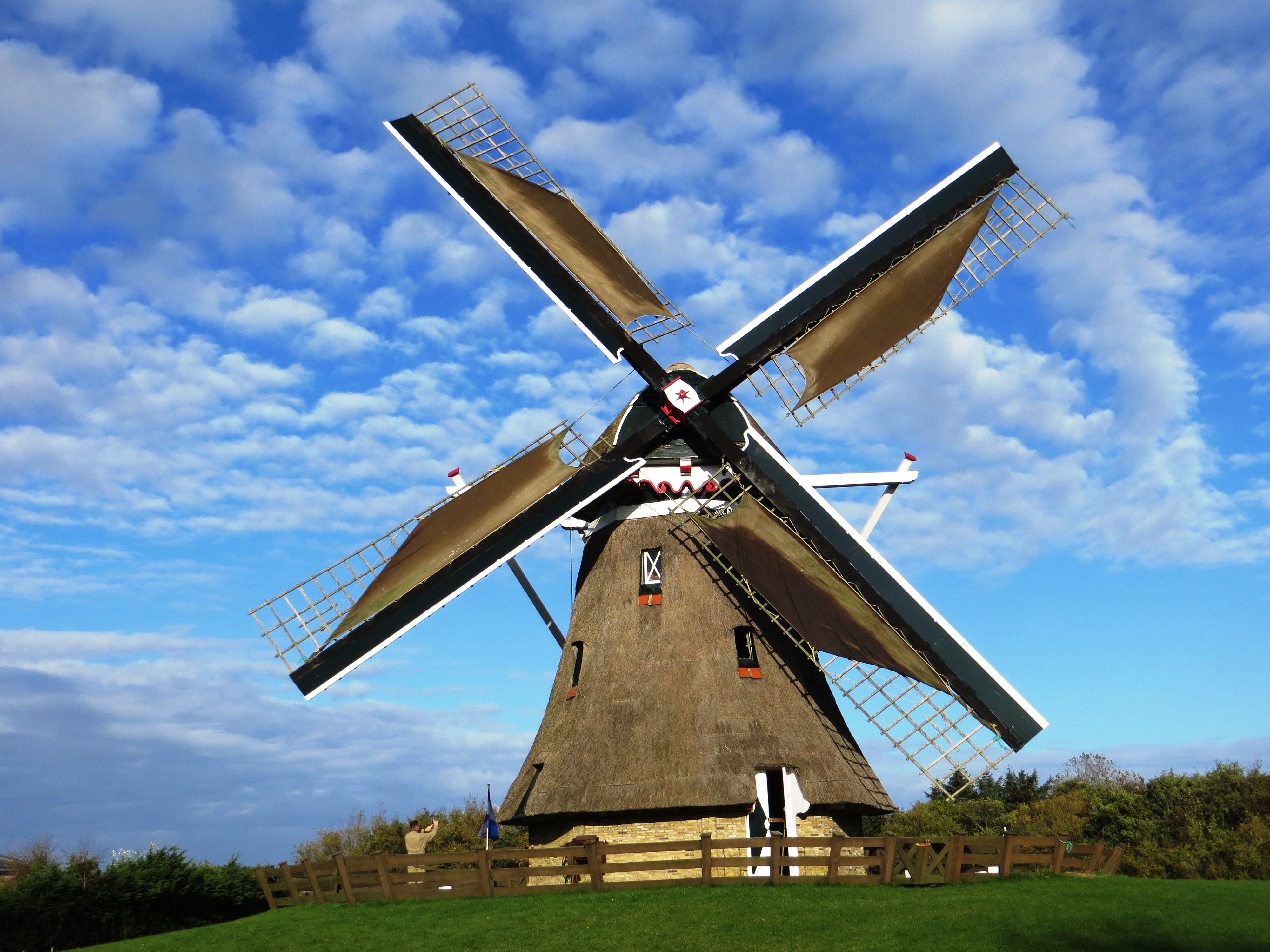
Вітряк De Phenix
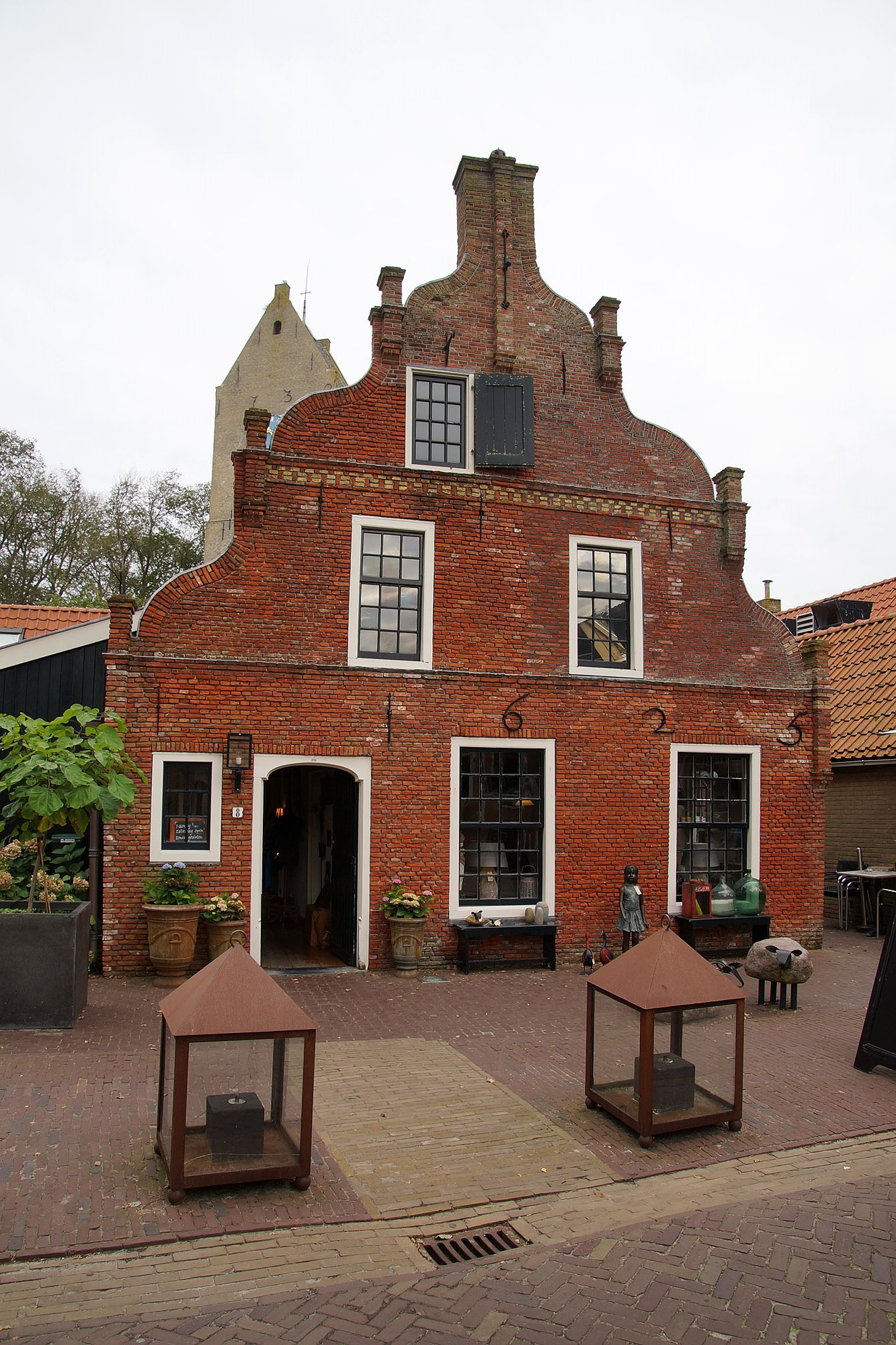
Сільський будинок
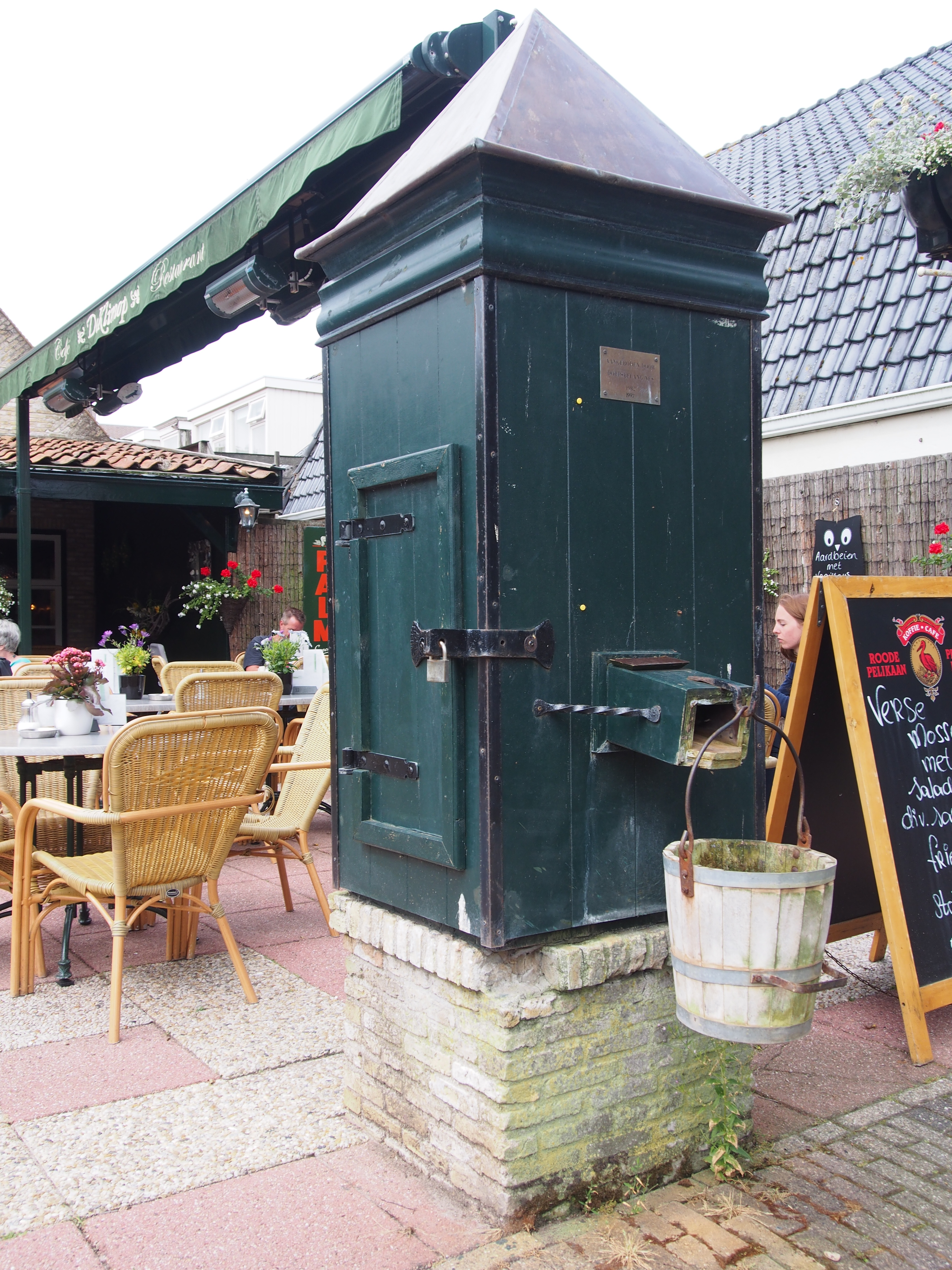
Водяний насоа
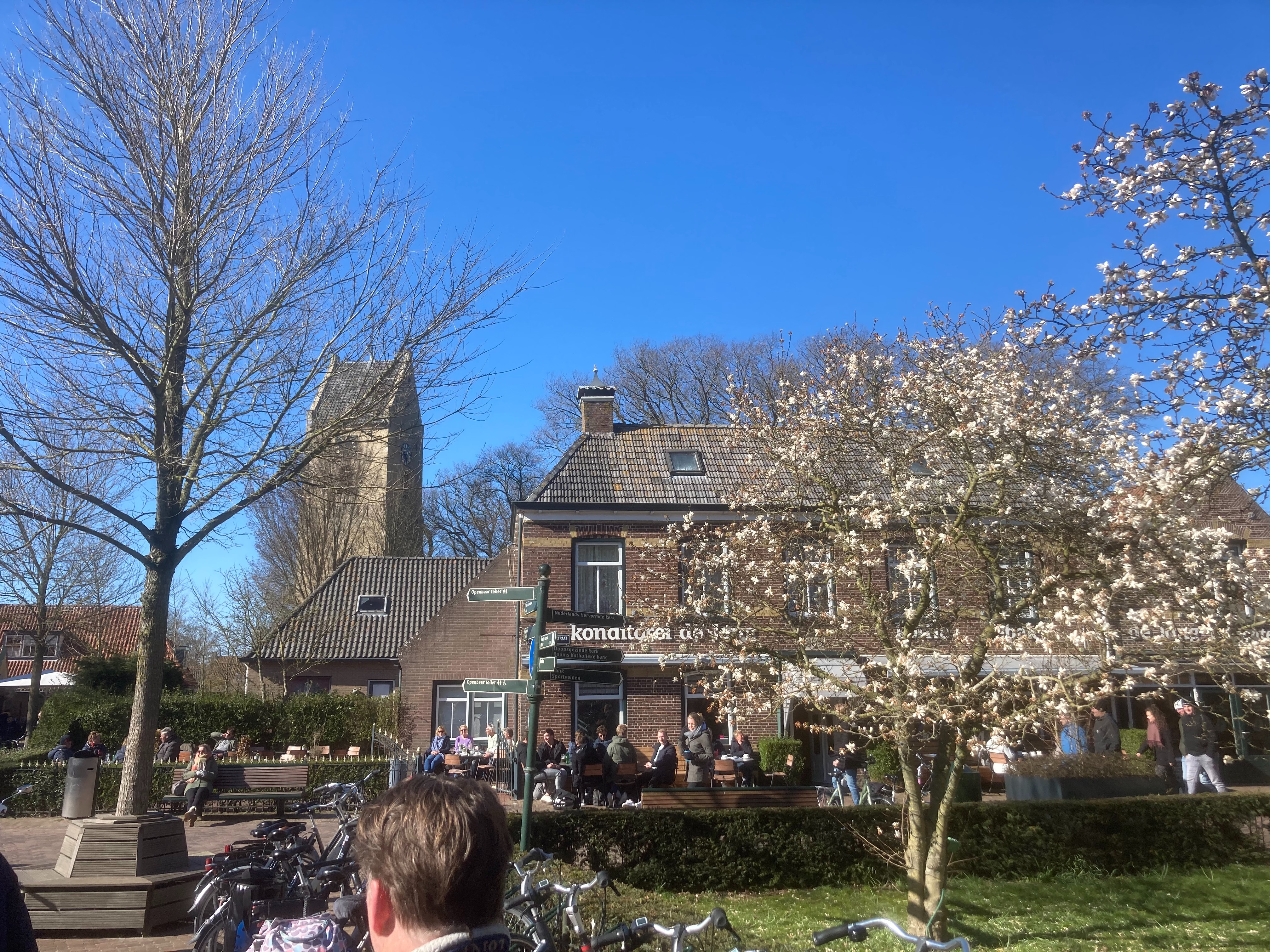
Центр села
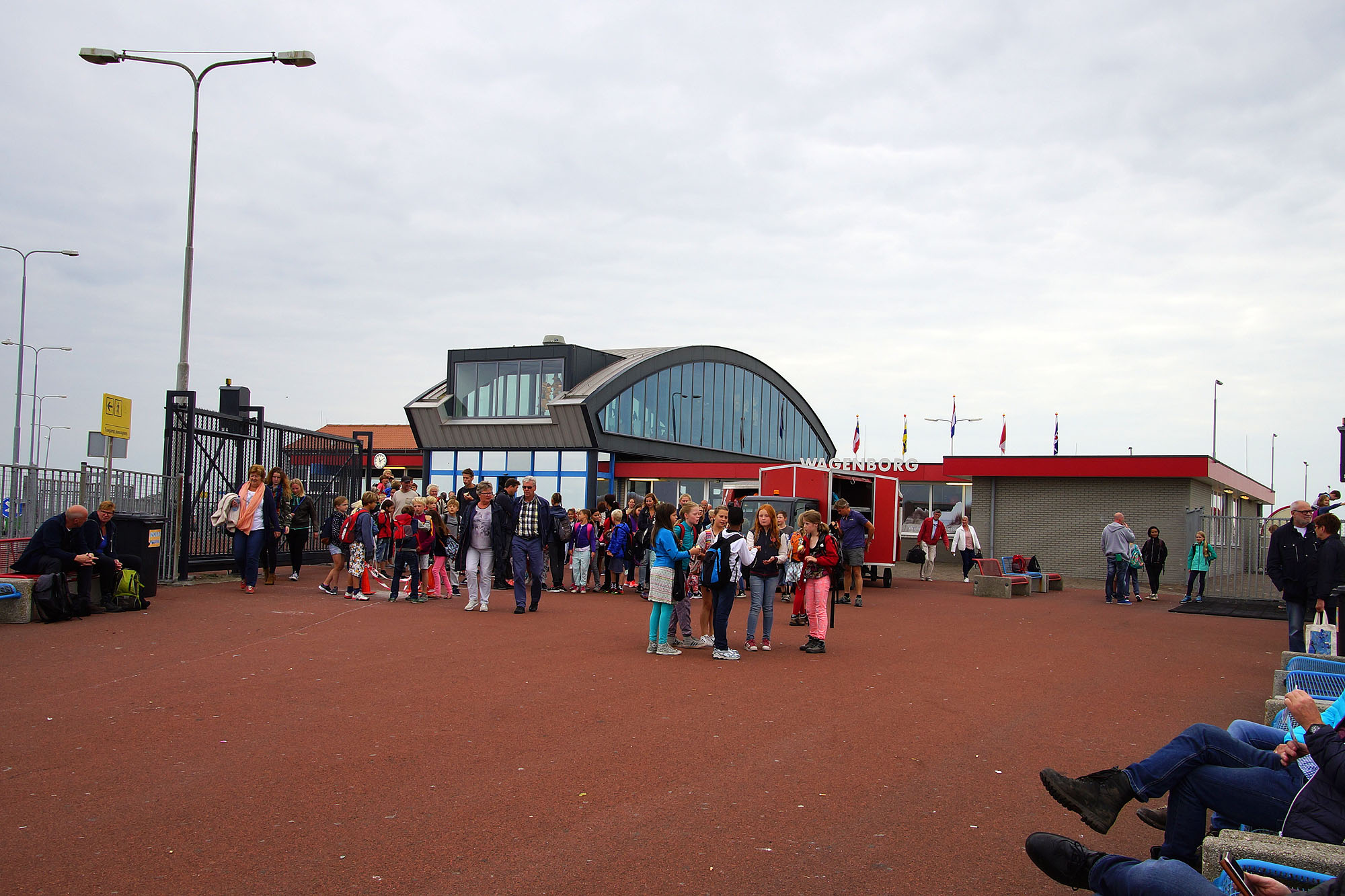
Висадка туристів з парома